# إليزابيث ماسي فريتز
إليزابيث ماسي فريتز (بالسويدية: Elisabeth Massi Fritz) (من مواليد 24 يوليو / تموز 1967) هي محامية سويدية حصلت على تقديرها كمستشارة لتأسيسها حزب ضحايا الجريمة من النساء. حصلت فريتز على جائز كارين سودر التذكارية. نشأت فريتز في موتالا في عائلة لديها تمسك قوي بالشرف. تدافع ماسي فريتز عن ثقافة الشرف وجرائم الشرف.

## حياتها المهنية
في عام 1999، قُتلت مرأة كردية تُدعى بيلا أتروسي على يد والدها وأعمامها لأنها قررت ألا تعيش في ظلال المعايير الصارمة لأسرتها وعائلتها، وهي واحدة من أقدم المحاكمات التي حظيت بتغطية إعلامية واسعة عن جرائم الشرف في السويد. كانت ماسي فريتز مستشارة للأخت الصغرى لبيلا أتروش.
وفي عام 2007، كانت محامية لإحدى الصحايا في قضية تتعلق بجرّاح تجميل اغتصب مريضته أثناء الجراحة بينما كانت مخدرة.
وفي عام 2015، أُخذ عليها ملاحظة لسؤالها عن مشتبه به في جريمة اغتصاب عن ملابسه الداخلية أثناء المحاكمة، لإثبات سخافة مطالبة ضحايا الاغتصاب بالإجابة عن أسئلة مشابهة.
وفي عام 2017 ، كانت مستشارة لعدد من المتهمين في حملة شعار أنا أيضًا.
وفي عام 2017، كانت فريتز مستشارة في قضية المرافعة في قضية اغتصاب جماعي (والتي شارك فيها اثنا عشر رجلاً من ضاحية فيتيجا في ستوكهولم، حُكِم على خمس منهم). وقد تم التحقيق في القضية من قِبَل هيئة الشرطة السويدية، حيث تم الإبلاغ عن جمع 80000 توقيع.

## روابط خارجية
- Advokatbyrån Elisabeth Fritz - official webpage of law firm